# تپه گرگابی علیا
تپه گرگابی علیا مربوط به سدهٔ ۶ ه.ق است و در شهرستان جوانرود، بخش روانسر، روستای گرگابی علیا واقع شده و این اثر در تاریخ ۲۳ شهریور ۱۳۸۲ با شمارهٔ ثبت ۱۰۱۳۶ به‌عنوان یکی از آثار ملی ایران به ثبت رسیده است.